# Deep Space
Deep Space ist ein Jazzalbum von John Blum. Die im Dezember 2022 bei Rittenhouse Soundworks in Philadelphia entstandenen Aufnahmen erschienen am 20. September 2024 als Download auf Astral Spirits.

## Hintergrund
Auf dem Album Deep Space spielt ein amerikanisches Quartett um den Free-Jazz-Pianisten John Blum mit dem Leiter des Sun Ra Arkestra, dem Altsaxophonisten und EVI-Spieler Marshall Allen, der im Mai 2024 seinen 100. Geburtstag feierte. Das Quartett wird vervollständigt durch den Tenorsaxophonisten und Flötisten Elliott Levin und den Schlagzeuger Chad Taylor. Blum gilt als Underground-Legende der Downtown-Musikszene in New York, notierte Eyal Hareuveni. Seine Klaviertechniken werden als eine Mischung aus denen von Cecil Taylor und McCoy Tyner beschrieben, entschieden perkussiv, aber mit einer unerbittlich schnellen linearen Struktur der rechten Hand.

## Titelliste
- John Blum Quartet Featuring Marshall Allen: Deep Space (Astral Spirits)[2]

1. Deep Space 3:31
2. Electromagnetism 5:00
3. Gravity Well 5:30
4. Levitation 6:21
5. The Aether 19:38

Die Kompositionen stammen von John Blum.

## Rezeption

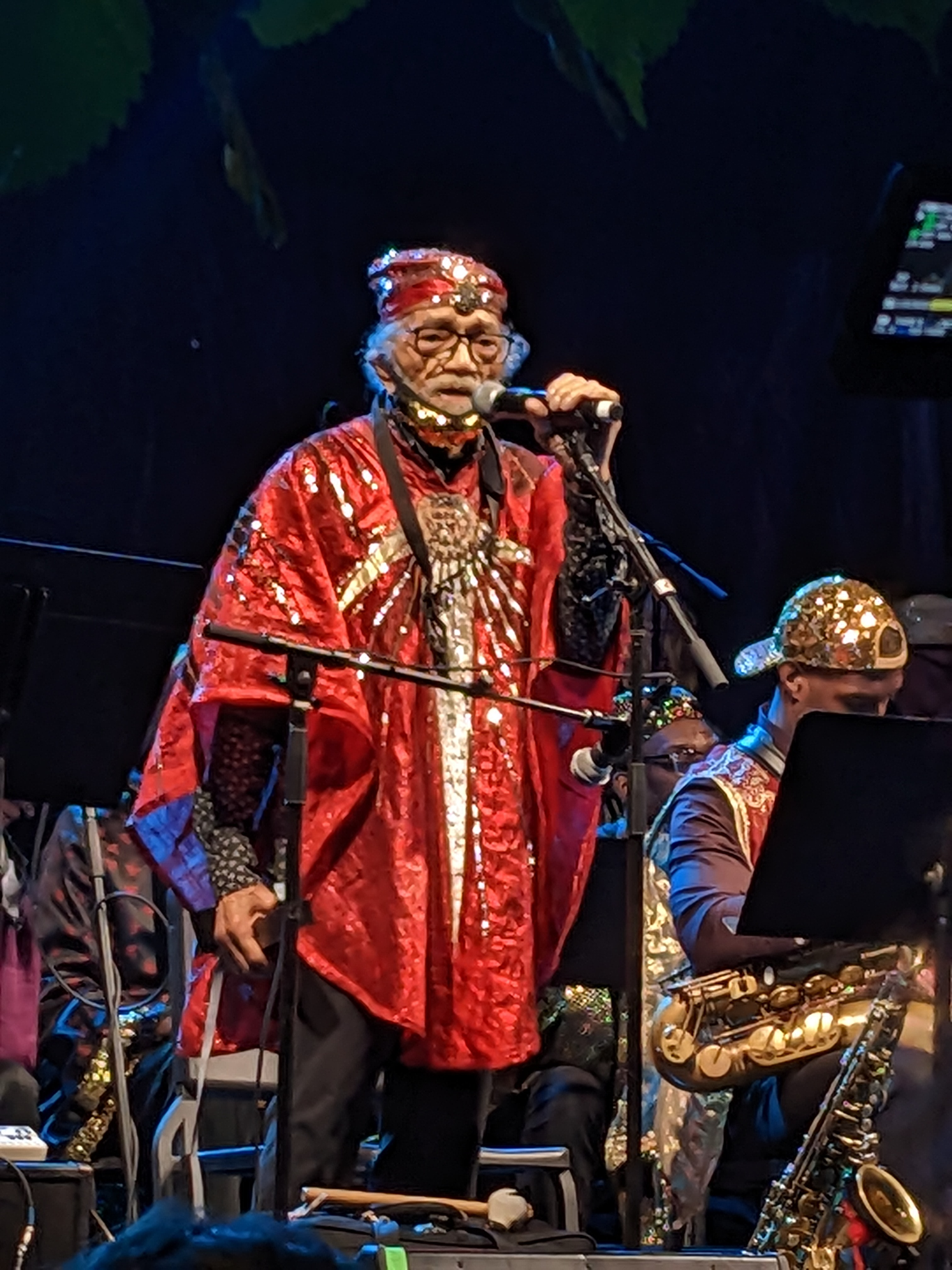
Marshall Allen mit dem Sun Ra Arkestra auf dem Burlington Discover Jazz Festival 2023

Deep Space sei vordergründig Free Jazz, allerdings mit einer gewissen klassisch angehauchten Struktur, meinte Mike Borella (Avant Music News). In diesem Sinne könnte Blums Spiel in etwa mit dem von Matthew Shipp oder Cecil Taylor gleichgesetzt werden. Sein Ansatz sei perkussiv und würde dichte Staccato-Cluster hervorbringen. Taylors Schlagzeugspiel sei wiederum eine perfekte Ergänzung, bleibe stets beschäftigt und greife selten auf etwas weniger als eine zackige Begleitung zurück. Levin und Allen würden  kurze Solos und Motive austauschen, wobei ihre Aussagen durch Leerstellen getrennt werden. Diese Soli variierten von melodisch bis eckig, sich zwischen Levins Flötenspiel und Allens kosmischen EVI-Klängen bewegend. Dieses Album, zusammenfallend mit Allens 100. Geburtstag, könnte der Feier dieses Musikers und seiner mehr als 65-jährigen Erfahrung im Jazz dienen, stehe aber auch für sich genommen als hervorragende Aufnahme für modernen kreativen Jazz.
Die fünf Kompositionen von Blum auf Deep Space würden mit dem etwas zurückhaltenden Geist Blums überraschen, präsentierten aber dennoch dessen explosives, spannungsgeladenes Pianospiel, schrieb Eyal Hareuveni in Salt Peanuts. Es konzentriere sich auf Blums prägnante, aber schnell wechselnde melodische Ideen, angetrieben durch den unaufhaltsamen rhythmischen Antrieb Taylors, einschließlich der afrikanischen Mbira, und schließlich durch Allens EVI und Levins schwebende Saxophon- und Flötensoli in einen rätselhaft klingenden Tiefenraum katapultiere. Das basslose Format biete mehr Raum zum Arbeiten für alle, den das Quartett jedoch geschickt und sparsam nutze. Deep Space klinge wie das Werk eines dicht und kraftvoll spielenden Kollektivs, das seit Jahren zusammenarbeitet, und mit außergewöhnlicher freier Dynamik. Es sei ein Beweis für das intensive Zuhören und das profunde Wissen über Free Jazz und freie Improvisation.